# كارمي رييرا
كارمي ريرا جيليرا (ولدت في 12 يناير 1948 في بالما دي مايوركا) كاتبة إسبانية تكتب باللغتين الكتالونية والقشتالية. وهي كاتبة سيناريو، وكاتبة مقالات، وأستاذة، وتشغل المقعد "ن" في الأكاديمية الملكية الإسبانية. كما ترأست جمعية CEDRO (المركز الإسباني لحقوق إعادة النشر) من يونيو 2015 إلى يونيو 2019.

## مسيرتها
أمضت رييرا طفولتها ومراهقتها في بالما دي مايوركا. وهي من عائلة المهندس المايوركي أوسيبيو إستادا والجنرال فاليريانـو ويلر. منذ سن الثامنة، بدأت بكتابة قصص مستوحاة من الحكايات التي كانت ترويها لها جدتها كاترينا في طفولتها.
في عام 1965، انتقلت إلى برشلونة لدراسة فقه اللغة الإسبانية، حيث حصلت على درجة البكالوريوس في الفلسفة والآداب، ثم نالت درجة الدكتوراه في فقه اللغة الإسبانية بامتياز من الجامعة المستقلة في برشلونة. شاركت رييرا في الحركات الطلابية ضد نظام فرانكو، وضد حرب فيتنام، وكذلك في الحركة النسوية الناشئة.

### مسيرتها الأكاديمية
في عام 1995، أصبحت أستاذة في الأدب الإسباني بجامعة برشلونة المستقلة، ومنذ عام 2002 تشغل منصب مديرة كرسي خوسيه أجوستين غويتيثولو في الجامعة نفسها. عملت أيضًا كأستاذة للغة والأدب الإسباني في المعاهد الوطنية للتعليم الثانوي، وأستاذة جامعية، كما كانت أستاذة زائرة في عدة جامعات، منها: جامعة فلوريدا (1987)، كلية دارتموث (2001) وجامعة شيكاغو (2006).
وألقت محاضرات ودورات في عدة جامعات ومؤسسات، منها: جامعة مينينديز بيلايو الدولية، جامعة كمبلوتنسي في مدريد، جامعة آرهوس، معهد الدراسات الإسبانية في أنتويرب، جامعة بورتوريكو في ماياجويز، جامعة السوربون، جامعة أوبسالا، جامعة هارفارد، جامعة مونتكلير، جامعة كورنيل، جامعة ميسوري-سانت لويس، جامعة كولومبيا، جامعة إنديانا والجامعة الكاثوليكية الأمريكية.
على مدار مسيرتها، ركزت رييرا على دراسة الأدب الإسباني في العصر الذهبي، وكذلك الأدب الكتالوني لمدرسة برشلونة.

### مسيرتها الأدبية
نشرت كتابها الأول، وهو مجموعة قصصية بعنوان Te deix, amor, la mar com a penyora، في عام 1975، حيث استخدمت اللهجة المايوركية العامية وتطرقت إلى موضوعات غير شائعة في ذلك الوقت، مثل الحب بين النساء، بينما كانت توجه نقدًا للمجتمع آنذاك. القصة التي تحمل عنوان المجموعة فازت بجائزة Recull-Francesc Puig i Llensa للسرد قبل عام من نشر الكتاب. بعد عامين، تبعتها مجموعة أخرى بعنوان Pongo las gaviotas por testigo، وهي مجموعة من القصص التي التزمت بنفس المبادئ السردية للعمل السابق، مما جعلها تختتم المرحلة الأولى من الإنتاج الأدبي للمؤلفة.
روايتها الأولى، Una primavera per a Domenico Guarini، التي حصلت من خلالها على جائزة Prudenci Bertrana عام 1980، دشنت المرحلة الثانية من مسيرتها، والتي تغطي إنتاجها الأدبي في ثمانينيات القرن العشرين. لم تكن هذه الرواية مجرد تغيير في النوع الأدبي، بل كانت تسعى أيضًا إلى تقديم نموذج جديد للرواية يمزج بين الأسلوب الراقي والعناصر العامية، بالإضافة إلى تجربة المزج بين الأساليب الأدبية والأنواع المختلفة، مثل الجمع بين السرد البوليسي والمقال، وبين اللغة الرسمية واللغة الصحفية. هذه النزعة التجريبية لدى الكاتبة، إلى جانب أسلوبها المرح الذي يتسم أحيانًا بالسخرية، تشكل المحاور الأساسية لأعمال هذه الفترة، مثل مجموعة القصص Epitelis tendríssims والروايات Qüestió d'amor propi و Joc de miralls.
مع الروايات التاريخية Dins el darrer blau و Cap al cel obert، التي حظيت بترحيب كبير من النقاد، تبدأ المرحلة الثالثة من مسيرتها الأدبية. تبني هاتان الروايتان الهوية المزدوجة للشخصيات التي تجمع بين كونهم يهودًا ومايوركيين، من خلال قصتين مترابطتين: الأولى، التي تدور أحداثها في مايوركا أواخر القرن السابع عشر، تحكي عن اضطهاد مجموعة من اليهود الذين حُكم عليهم بالحرق علنًا على يد محاكم التفتيش الإسبانية؛ والثانية تتناول أحفاد هؤلاء اليهود الذين استقروا في جزيرة كوبا خلال فترة الصراع الاستعماري. من خلال هاتين الروايتين الطموحتين، أعادت رييرا بناء المشاهد التاريخية لذلك العصر بدقة كبيرة واهتمام بالتفاصيل. وتعتبر هاتان الروايتان من الأعمال الأدبية البارزة التي عززت مسيرتها الأدبية بشكل نهائي في النصف الثاني من تسعينيات القرن العشرين.
تكتب رييرا رواياتها وقصصها باللغة الكتالونية، وتتولى بنفسها ترجمتها إلى اللغة الإسبانية، بينما تكتب مقالاتها مباشرة بالإسبانية. وقد تُرجم جزء كبير من أعمالها إلى نحو اثنتي عشرة لغة، منها الألمانية والعربية والفرنسية والإنجليزية والإيطالية.
كما تعاونت مع العديد من الصحف والمجلات، مثل صحيفة El País ومجلتي Quimera و Serra d'Or، وغيرها.

### مسيرتها المؤسسية
في 23 يونيو 2015، تم تعيين رييرا رئيسةً لمنظمة CEDRO، وهي الهيئة الإسبانية المسؤولة عن إدارة حقوق المؤلف.

## التكريمات
في 19 أبريل 2012، تم انتخابها عضوًا في الأكاديمية الملكية الإسبانية، حيث شغلت المقعد "ن" بعد إلقاء خطاب قبولها بعنوان حول مكان يشبه السعادة في 7 نوفمبر 2013. كما أنها عضو في الأكاديمية الملكية للآداب الجيدة في برشلونة.
في عام 2020، أُدرج اسمها في مشروع "الباحثات في الأرشيفات الوطنية (1900-1970)"، الذي أطلقته وزارة الثقافة الإسبانية بهدف الاعتراف بمساهمات النساء اللواتي أجرين أبحاثًا في الأرشيفات الوطنية خلال القرن العشرين. جاء اختيارها نتيجة بحثها حول حقبة "الكوندستابل" لمؤتمر أقيم في بورتو في أبريل 1968، حيث تم حفظ ملفها البحثي في الأرشيف العام لتاج أراغون في برشلونة.
حصلت رييرا على العديد من الجوائز عن أعمالها، منها: جائزة رامون لول (1989) عن Joc de miralls، الجائزة الوطنية للسرد (1995) عن Dins el darrer blau، جائزة سانت جوردي (2003) عن La meitat de l'ànima، الجائزة الوطنية للآداب الإسبانية (2015) والميدالية الذهبية لجزر البليار (2018)، والتي مُنحت لها تقديرًا لمسيرتها كعضو في الأكاديمية الملكية الإسبانية ولمساهمتها في الأدب الكتالوني المكتوب من قبل النساء، وذلك خلال حفل أقيم في قصر المؤتمرات في بالما.

## التأثيرات الأدبية
تأثرت رييرا بعدة كتاب كلاسيكيين، من بينهم سافو، بتراركا، غوته، وفيرجينيا وولف. كما تأثرت بالأدب الإسباني الذي درسته أكاديميًا، وخاصةً بأعمال سرفانتس، كلارين، كارمن لافوريت، فايي إنكلان وخيل دي بييدما.
لكن التأثير الأكبر في أعمالها جاء من الحكايات الشعبية المايوركية (rondalles mallorquines)، بالإضافة إلى أعمال الكاتبتين الكتالانيتين كاترينا ألبرت ومرسير رودوريدا.